# Романо Бонавентура

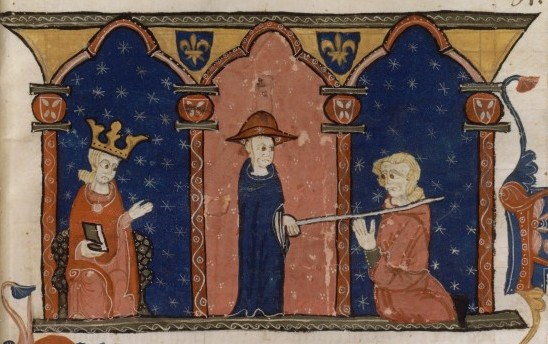
Раймунд VII (справа) в присутствии короля Людовика IX (слева) кается перед церковью в лице кардинала Романо Бонавентура (в центре). Миниатюра второй половины XIII в.

Романо Бонавентура (Romano Bonaventura, также известный как Romano Papareschi) — католический церковный деятель из рода Папарески. На консистории в начале 1216 года был провозглашён кардиналом-дьяконом с титулом церкви Сант-Анджело-ин-Пескерия. В качестве папского легата вместе с кардиналом Робертом Керзоном отправлялся в Англию.
Был избран кардиналом-епископом Порто-Санта Руфина незадолго до 18 августа 1234 года. Участвовал в выборах папы 1216 (Гонорий III), 1227 (Григорий IX), 1241 (Целестин IV) и 1241—1243 (Иннокентий IV) годов.